# Либна
Либна (словен. Libna) — поселення в общині Кршко, Споднєпосавський регіон, Словенія. Висота над рівнем моря: 302,4 м.